# Джеймс Сарджент
Джеймс Сарджент (англ. James Sargeant, 17 березня 1936) — австралійський яхтсмен.
Олімпійський чемпіон 1964 року в класі 5,5 метра, учасник 1968 року.